# Siitte
Siitte (ros. Сииттэ) – rzeka w azjatyckiej części Rosji, we wschodniej Syberii, lewy dopływ Leny. Ma 492 km długości, a jej dorzecze zajmuje powierzchnię 8250 km². Wpada do Leny 1157 km od ujścia tejże rzeki do Morza Łaptiewów. 